# Runemagick
Runemagick est un groupe suédois de death-doom, originaire de Göteborg.

## Histoire
Nicklas « Terror » Rudolfsson forme Runemagick en 1990 en tant que one mand band. Après quelques mois et les premiers enregistrements, il reçoit le renfort de Robert « Reaper » Pehrsson. Ensemble, ils enregistrent leurs premières démos en 1991-1992, suivies en 1992-1993 par les premiers concerts avec des musiciens invités tels que Johan Norman (plus tard avec Dissection et Soulreaper) et Alex Losbäck (plus tard avec Cardinal Sin). Après l'échec d'un contrat de disque en 1993 et les problèmes rencontrés par Rudolfsson pour trouver des membres permanents, en plus de la perte du local de répétition, il met le groupe en veilleuse. Entre-temps, Rudolfsson joue avec Sacramentum, Swordmaster et Deathwitch.
En 1997, il redonne vie au groupe, cette fois avec Fredrik Johnsson et Peter Palmdahl (ex-Dissection). Une nouvelle démo est enregistrée et envoyée au label Century Media, qui leur fait signer un contrat pour trois albums. Après de nombreux changements dans le line-up du groupe et la sortie du troisième album (Resurrection in Blood), ils se séparent finalement de Century Media et rejoignent le label norvégien Aftermath Music en 2001. Huit autres albums sortent sous ce label entre 2002 et 2007.
Cette période de haute productivité est suivie d'une pause de dix ans, dont Rudolfsson voit rétrospectivement les raisons dans le tarissement d'un flux créatif et dans l'absence d'une attitude engagée envers la musique et la scène. La réactivation du groupe conduit à la sortie de l'album Evoked from Abysmal Sleep en 2018, toujours chez Aftermath Music.

## Style musical
Selon Eduardo Rivadavia d'AllMusic, Runemagick se situe entre le death, le doom, le dark et le thrash metal. Selon lui, d'innombrables groupes scandinaves mélangent des éléments de death thrash rapide et de death-doom lent, mais peu sont aussi cohérents et réussis que Runemagic. Nicklas « Terror » Rudolfsson est d'abord inspiré par des groupes comme Bathory, Treblinka/Tiamat, Celtic Frost, Nihilist/Entombed et Candlemass. Avec l'arrivée de Robert « Reaper » Pehrsson et son style vocal, le groupe se rapproche stylistiquement de Bathory. Leur premier album The Supreme Force of Eternity, sorti en 1998, avec ses racines musicales dans le thrash metal et le black metal des années 1980, s'écarte fortement du death metal mélodique qui dominait alors la scène suédoise. Le premier titre, At the Horizons End, présente, selon Rivadavia, presque tous les aspects du style de Runemagick ; il est « rempli de tout, des explosions de vitesse de type thrash aux accords doom terriblement lents, avec n'importe quel tempo de riff entre les deux, ainsi que des harmonies de guitare caractéristiques et des lignes mélodiques mineures - toujours complétées par un chant death metal guttural ». Selon Frank Albrecht du Rock Hard, « il n'est pas surprenant que les chansons aient un côté assez old school, mais d'un autre côté, on ne se sent étonnamment que très rarement proche des groupes de death suédois classiques de l'époque des pionniers ». Leur « mortier de mort puissant et généralement moyennement rapide » sonne « de manière relativement indépendante, bien que certains parallèles avec des groupes comme Grave, Sacramentum ou Deicide ne soient pas à rejeter ». Martin Wickler du Hard Rock and Metal Hammer écrit que les morceaux contenus dans ce premier album « ne sonnent pas du tout vieux », et que la bonne production du studio Fredman y est certainement pour quelque chose. C'est « [surprenant], car le disque a été enregistré en seulement cinq jours. D'autres groupes ne peuvent qu'accorder les guitares pendant ce temps. Chez Runemagick, cela a suffi pour faire un album de death metal complet et agréable à écouter, sans que les chansons ne donnent l'impression d'avoir été enregistrées de manière bâclée ou précipitée ». 
Dans sa critique du successeur Enter the Realm of Death, il écrit que le premier album était « déjà pas mal (enfin, plus que ça) », mais qu'avec Enter the Realm of Death, le groupe « a réussi un coup de génie ». Le groupe mêle « les meilleurs éléments de groupes axés sur le groove comme Unleashed ou Asphyx (R.I.P.) avec l'esthétique du black et du death metal américain ». Albrecht écrit que l'album était « à nouveau un succès absolu, sur lequel il n'y a pratiquement pas de défauts à signaler », que la qualité des publications de Rudolfsson ne souffrait pas de sa « charge permanente » d'au moins « quatre ou cinq groupes [...] dont la plupart partent aussi assez régulièrement en tournée ». Le groupe célèbre « [e]n plus [...] le death classique, old-school suédois », qui a été cette fois « enrichi d'une bonne charge de thrash et de quelques éléments de bombance ». En outre, le groupe trouve « le mélange optimal entre les coups de train D et les puissants rouleaux de vapeur mid-tempo, ces derniers rappelant les œuvres plus lentes d'Hypocrisy ».
Sur leur troisième album Resurrection in Blood, le groupe fait, selon Rivadavia, avec le death-doom ce qu'AC/DC fait avec le hard rock et les Ramones avec le punk. Selon Albrecht, « il semble tout de même que Nicklas Rudolfsson montre quelques signes d'usure », l'album « sonne en tout cas loin d'être aussi impérieux que ses deux prédécesseurs ». Le groupe semble « un peu indécis sur son dernier album. La plupart du temps, le groupe évolue dans des sphères mid-tempo assez molles, on attend constamment qu'il se passe quelque chose de surprenant, mais les garçons ne varient que rarement la vitesse de leurs chansons, et il n'y a guère de breaks intéressants. Au final, il reste donc une poignée de riffs solides et quelques perles de chansons, mais au final, il n'y a rien sur Resurrection in Blood qui n'ait pas déjà été fait mieux par Unleashed, Carnage ou Grave ».

## Discographie

### Albums studio
- 1998 : The Supreme Force of Eternity (Century Media Records)
- 1999 : Enter the Realm of Death (Century Media)
- 2000 : Resurrection in Blood (Century Media)
- 2002 : Moon of the Chaos Eclipse (Aftermath Music)
- 2002 : Requiem of the Apocalypse (Aftermath Music)
- 2003 : The Pentagram (Aftermath Music)
- 2003 : Darkness Death Doom (Aftermath Music)
- 2004 : On Funeral Wings (Aftermath Music)
- 2005 : Envenom (Aftermath Music)
- 2006 : Invocation of Magick (Aftermath Music)
- 2007 : Dawn of the End (Aftermath Music)
- 2018 : Evoked from Abysmal Sleep (Aftermath Music)
- 2019 : Into Desolate Realms
- 2023 : Beyond the Cenotaph of Mankind

### Démos
- 1991 : Promo Demon (démo)
- 1991 : Rehearsal (démo)
- 1992 : Fullmoon Sodomy (démo)
- 1992 : Necrolive (démo)
- 1997 : Dark Magick Promo (démo)
- 2001 : Sepulchral Realms (démo)

### Autres
- 2001 : Ancient Incantations (EP) (Aftermath Music)
- 2001 : Dark Live Magick (album live) (Bloodstone Entertainment)
- 2002 : Worshippers of Death (split avec Soulreaper) (Bloodstone Entertainment)
- 2002 : Doomed by Death (split avec Lord Belial) (Aftermath Music)
- 2003 : Darkness Death Doom (DVD)
- 2005 : Black Magick Sorceress (EP) (Aftermath Music)
- 2006 : Realm of Living Dead – Live 2003
- 2007 : The Northern Lights (avec Ocean Chief) (Aftermath Music)
- 2008 : Dark Dead Earth (compilation) (Century Media)